# Чорноісточинський ВТТ
Чорноісточинський ВТТ (рос. ЧЕРНОИСТОЧИНСКИЙ ИТЛ, Черноисточенский ИТЛ, Черноисточлаг) — підрозділ системи виправно-трудових установ ГУЛАГ, який діяв з 25.08.42 до 15.04.43 в Вісімському районі Свердловської області.
ВТТ організований для вивезення інвалідів та непрацюючих слабосильних з Тагільського ВТТ.
Зрештою реорганізований в самостійне табірне відділення у складі Тагільського ВТТ.
Підпорядковувався ГУЛПС, тобто Головному управлінню таборів промислового будівництва.

## Виконувані роботи
- деревообробка, лісозаготівлі,
- рибальство, збирання дикорослих рослин
- виготовлення цегли,
- плетіння кошиків і лаптів,
- робота в швейних, рем.-мех. і взуттєвих майстернях

## Чисельність з/к
- 30.11.42 — 874 ;
- 01.01.43 — 1541;
- 01.02.43 — 1610,
- 01.04.43 — 1542